# Lirekasse
En lirekasse er et transportabelt mekanisk orgel. Lirekassen kan være med orgelpiber eller metaltunger, som i en harmonika. Lirekassen fungerer enten ved hjælp af en valse med stifter, eller papirrulle med huller, som styrer lufttilførslen. Valsen eller rullen drejes af et håndsving, der samtidig trækker en blæsebælg, der giver luft til piber eller tunger. Siden midten af 1980érne er der også kommet mange elektroniske lirekasser på markedet, der fungerer med hjælp af batterier, computer og midi-filer på et sd-kort.
Personen, der spiller på lirekassen betegnes lirekassemand, men den oprindelige betegnelse var positivspiller. Instrumentet blev tidligere kaldt et positiv, efter det latinske ord portativ, der betyder et lille transportabelt orgel. Deraf navnet positivspiller.
Lirekassen har sit folkelige navn efter den gamle drejelire. Den første lirekasse skal efter sigende være bygget at italieneren Giovanni Barbarie fra Modena sidst i 1600-tallet eller omkring år 1700. Fra Italien kom lirekassen til Frankrig og senere med rejsende savoyarder og sigøjnere op gennem Europa til Tyskland. Her blev Berlin metropol for en større produktion af lirekasser bygget af italienske orgelbyggere.
Kejserinde Maria Theresia af Østrig (1717-80) skal have indstiftet en lov om at give en lirekasse til skadede og arbejdsudygtige soldater, en slags invalidepension. Denne skik bredte sig til andre lande, hvor positivspillere ofte var invalider med tilladelse til at drage rundt på landet og i byerne, og spille lirekasse for betaling.
Positivspil i Danmark var i over 100 år et anerkendt erhverv og en social foranstaltning. Erhvervet var forbeholdt handicappede, en del af dem krigsinvalider fra krigene i 1800-tallet. Af myndighederne kunne de låne eller leje en lirekasse, så de på den måde kunne forsørge sig selv. Der var ingen invalidepension og alternativet kunne være fattighuset.
Lirekassemændene / positivspillerne bragte underholdning og afveksling i en tid uden grammofon og radio, og hvor kun de rige havde råd til at høre musik i operaen. Lirekassemændene var af myndighederne udstyret med et markedsbevis, med det i hånden kunne de besøge de mange markeder, hvor pengene var at tjene. Foruden markedsbeviset skulle de dog indhente politiets tilladelse, for hvert sted de ville spille.
En knurrekiste, knorkiste eller et maveorgel var en lirekasse til at bære over skulderen. De fleste lirekasser blev i øvrigt båret, med mulighed for et etbenet støtte under spil. Lirekassevognen kom først sidst i 1800-tallet.  Til Norden kom lirekassen fra Tyskland i 1700-tallet med tiltagende popularitet fra 1830'erne med avisomtale osv.
Lirekassen og lirekassemændene begyndte at forsvinde, da grammofonen blev opfundet, og da radioen senere bød på middagskoncert, fik folket musik i stuerne. Desuden fik Socialdemokratiet spændt et sikkerhedsnet ud under samfundets svageste ved Kanslergadeforliget i 1933. Lirekassens betydning som social foranstaltning svandt herved ind. I midten af 1900-tallet forsvandt de sidste gamle positivspillere af erhverv.
I Norge påtog orgelbyggere sig at vedligeholde og reparere lirekasser. Efterhånden begyndte de også at bygge instrumentet, og Steinkjer blev et så vigtigt centrum for fremstilling af lirekasser, at instrumenter derfra ligefrem blev kaldt "steinkjerpositiv".